# Luis Garisto
Luis Garisto Pan (Montevidéu, 3 de dezembro de 1945 - Montevideu, 21 de novembro de 2017) foi um futebolista e treinador de futebol uruguaio, que atuava como defensor.

## Carreira

### Independiente
É um dos maiores ídolos da história do Independiente, onde jogou 137 partidas entre 1969 e 1973, tendo inclusive mais títulos que anos passados na equipe: ganhou dois campeonatos argentinos, em 1970 e 1971, a terceira e quarta Libertadores rojas, em 1972 e 1973, a Copa Interamericana de 1972 e  a Intercontinental de 1973 (primeira do clube). Tendo iniciado a carreira no Peñarol, o zagueiro impunha firme marcação, chegando ao Independiente depois de passar pelo Cobreloa, do Chile.
Em Avellaneda, compôs celebrado setor defensivo com Francisco Sá e Miguel Ángel López.

## Seleção
Garisto fez parte do elenco da Seleção Uruguaia de Futebol, na Copa do Mundo de  1974. 